# Хороброво (Мышкинский район)
Хороброво — село в Мышкинском районе Ярославской области. Входит в состав Приволжского сельского поселения.

## География
Село расположено на правом берегу реки Катки, напротив устья её левого притока Топорки, в 31,3 км к юго-западу по прямой от районного центра, города Мышкина, в 109 км к западу по прямой от областного центра, города Ярославля, в 191 км к северу по прямой от Москвы.

## История
Впервые упоминается в 1572 году как центр Кацкой волости.
Поселение относится к области расселения архаичной субэтнической группы русских — кацкарей — до сих пор составляющих значительную часть населения бывшего Кацкого стана (волости Кадки).
К началу XXI века село обезлюдело, уступив по факту свои первородные права местного центра соседнему Мартынову (в 3 км по дорогам на северо-восток), где работает получившее всероссийскую известность учреждение культуры местного сообщества — этнографический Музей кацкарей.

## Население
| 1859 | 2002 | 2007 | 2010 |
| ---- | ---- | ---- | ---- |
| 303  | ↘4   | ↘2   | ↘0   |